# Bataille de Bangui (2013-2014)
Pour les articles homonymes, voir Bataille de Bangui.
Troisième guerre civile centrafricaine
Batailles
- Bouca
- Gaga
- Bouar
- Massacre de Bouar
- Incendie de Camp Bangui
- 1er Massacre de Boali
- 2e Bangui
- Bossangoa
- Opération Sangaris
- Bozoum
- Massacre de Bohong
- Massacre de Bossembélé‎
- Massacre de Bossemptélé
- Massacre de Baoro
- 2e Massacre de Boali
- 1er Grimari
- 2e Grimari
- Boguila
- Batangafo

La bataille de Bangui se déroule pendant la Troisième Guerre civile de Centrafrique. Après des attaques répétées de la part des Seleka sur les populations chrétiennes, le 5 décembre 2013, les miliciens anti-balaka, probablement épaulés par des anciens membres des Forces armées centrafricaines lancent un assaut sur la capitale centrafricaine, ciblant notamment la population musulmane. Les forces de la Seleka ripostent et massacrent un millier de chrétiens du 6 au 8 décembre. Dans les jours qui suivent, les violences et les représailles entre milices séléka et anti-balaka font encore des centaines de morts, tandis que les forces françaises de l'opération Sangaris et les forces africaines de la MISCA tentent de mettre fin aux exactions en effectuant des opérations de désarmement. Minoritaires et victimes et à leur tour de massacres et d'assassinat, des milliers d'habitants musulmans quittent la ville lors des mois de mars et avril. La situation s'apaise progressivement et le 23 juillet, les commandants seleka et anti-balaka signent un accord de cessation des hostilités.

## Affrontements du 5 au 8 décembre

### Attaques des Anti-balaka et représailles des Seleka

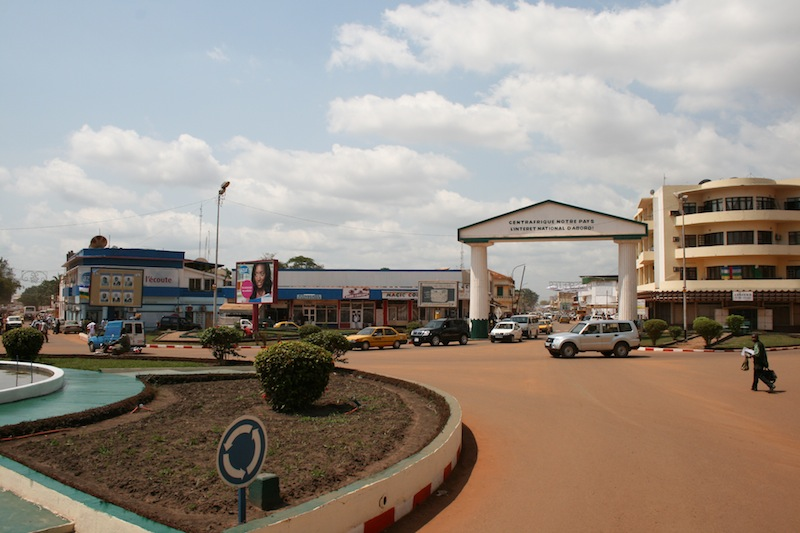
Vue du centre-ville de Bangui en 2010.

Tôt le matin du 5 décembre, des attaques coordonnées ciblent trois lieux : le camp militaire Kassaï, l’Assemblée nationale et le quartier de Boy-Rabe. Les assaillants sont repoussés du camp Kassaï. Dans le quartier de Boy-Rabe, la population musulmane est prise pour cible et leurs commerces pillés. Une partie de la population se réfugie dans l'église Saint-Bernard à Boy-Rabe. Des miliciens de la Seleka y font irruption et tuent plusieurs personnes.
Vers 9 h 30, des membres de la Seleka entrent dans l'hôpital de l'Amitié, à Bangui. Probablement pour venger un de leurs officiers tué lors des combats ayant débuté le matin même, ils abattent huit (8) personnes, dont des fonctionnaires de l'hôpital.
Le même jour dans la matinée, des combattants de la Seleka ouvrent le feu sur les positions françaises et un de leurs pick-ups tente de pénétrer dans le périmètre de l'aéroport international de Bangui. Les Français ripostent, détruisent le véhicule, tuent quatre hommes armés et en blessent six autres,.
Des combats et représailles ont lieu en soirée et jusqu'au 6 décembre. En soirée, des membres de la Seleka investissent une nouvelle fois l'hôpital de l'Amitié, et exécutent une dizaine de blessés. Des attaques ont encore lieu durant la journée du 7 décembre, selon la Croix-Rouge. Des affrontements sporadiques et des lynchages ont encore lieu ponctuellement le 9, malgré la présence de l'armée française. Cette dernière essuie à deux reprises des tirs de miliciens de la Seleka, refusant de désarmer.

### Pertes et conséquences
Reuters parle de 105 morts. Au moins 54 cadavres sont rassemblés dans une mosquée de la ville. Le 6 décembre, MSF décompte au moins 92 morts et 155 blessés en deux jours dans l'hôpital communautaire de Bangui. Le général Yahia, commandant de Bangui pour la Seleka, aurait été tué, ainsi qu'un autre officier de la Seleka. Une fois les assaillants repoussés, les membres de la Seleka aurait entamés une opération de ratissage afin de débusquer d'éventuels opposants infiltrés. Par peur de représailles, plusieurs milliers d'habitants se sont réfugiés dans des églises, ou sous la protection de l'armée française dans les bases militaires ou l'aéroport où 2 000 personnes ont trouvé refuge,.

L'archevêque de Bangui déclare qu'au moins 39 personnes sont mortes dans la nuit du 5 au 6 décembre et dans la journée du 6.
Le soir du 6 décembre, la Croix-Rouge centrafricaine déclare avoir récupéré 281 corps à Bangui. Le 8, elle fait état de 394 morts depuis jeudi, bilan provisoire, et confirme que des attaques ont continué le 7 décembre. Le lendemain, le bilan s'élève à au moins 459 tués toujours selon la Croix-Rouge. Amnesty International estime que 1 000 personnes ont pu perdre la vie dans les combats, beaucoup étant enterrés avant d'être recensé.
Le 13 décembre, le Haut Commissariat des Nations unies pour les réfugiés déclare que : « dans la capitale Bangui, les combats et les violences sectaires de la semaine écoulée ont mis sur la route quelque 159 000 personnes, et provoqué la mort de 450 personnes, ainsi que de 160 autres dans d'autres régions du pays. »
Selon un communiqué d'Amnesty International, publié le 19 décembre 2013, les deux jours de violences à Bangui ont commencé par l'attaque des Anti-balaka qui ont massacré environ 60 musulmans. Par la suite les hommes de la Seleka ont massacré en représailles environ 1 000 chrétiens en deux jours. Des exactions se poursuivent les jours suivants, au moins 90 personnes sont assassinées entre le 8 et le 18 décembre :

« Dans certains quartiers, les anti-balaka sont passés de maison en maison et ont tué une soixantaine d’hommes musulmans. Les forces du gouvernement de fait, connues sous le nom d’ex-Seleka, ont riposté à plus grande échelle contre les chrétiens, tuant jusqu'à un millier d’hommes en deux jours et pillant systématiquement les habitations. Quelques femmes et enfants ont aussi été tués.
Dans les jours qui ont suivi cette première flambée de violence à Bangui, les atteintes aux droits humains se sont poursuivies à un rythme effarant.
Malgré la présence de militaires français et africains censés protéger la population civile, des civils continuent chaque jour d’être tués délibérément — au moins 90 ont trouvé la mort depuis le 8 décembre. Certains ont été abattus, d’autres ont été tués par des foules en colère armées de machettes, et d’autres encore ont été lapidés. »

## Intervention de la MISCA et début de l'opérationSangaris

### Début des opérations de désarmement des milices par les forces françaises et la MISCA

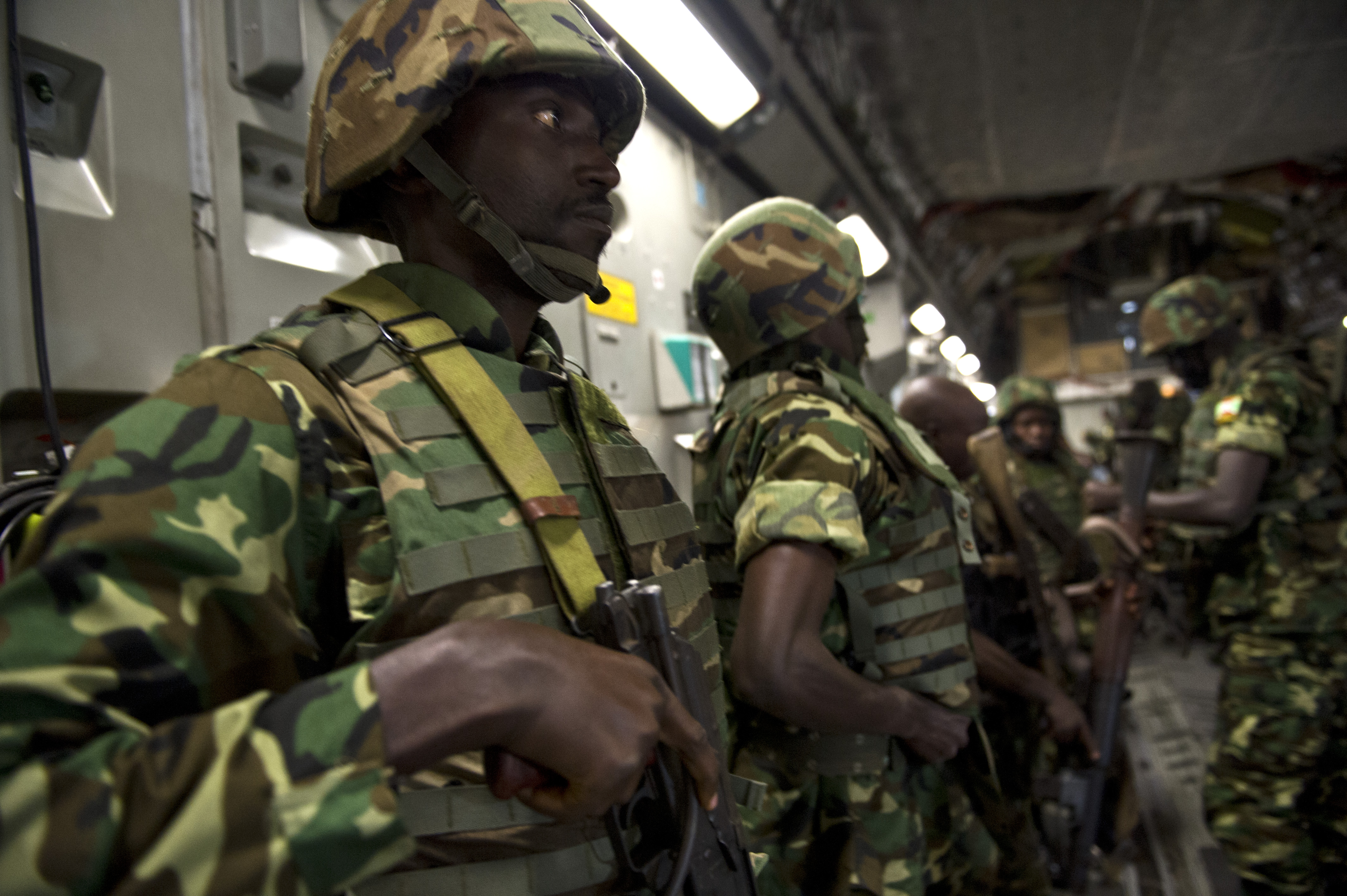
Soldats des forces armées du Burundi dans un avion C-17 Globemaster III américain, peu avant leur débarquement, le 13 décembre 2013.

Le 5 décembre 2013, l'armée française lance l'opération Sangaris, le gouvernement décide de déployer 1 600 militaires en République centrafricaine. Le premier jour de l'opération, 250 soldats français commencent les patrouilles dans les rues. Ce jour-là 650 soldats français sont présents à Bangui, basés à l'aéroport, dont plus de 400 depuis fin mars et 250 autres du génie et de la logistique depuis novembre. Cet effectifs passe à 1 200 hommes dans la nuit du 6 au 7 novembre avec l'arrivée des renforts et du général Fransisco Soriano,,. Le 8, 1 600 Français sont en République centrafricaine, une partie des forces quitte Bangui pour Bossangoa.
Dans la nuit du 9 au 10 décembre, deux soldats français sont tués lors d'une patrouille près de l'aéroport,.
Le 17, 300 soldats français mènent une opération de sécurisation dans le quartier de Boy-Rabé, au nord-est de Bangui.
Les militaires tchadiens cependant sont rejetés par la population chrétienne de Bangui qui les accusent de soutenir les combattants de la Seleka.
Le 10 décembre, le général Mahamat Saleh, ancien chef d’état-major des forces seleka, est tué au quartier Miskine par des soldats français lorsque son véhicule tente de franchir un barrage. Deux de ses hommes sont tués, deux autres sont blessés.

### Rencontre entre François Hollande et Michel Djotodia le 10 décembre

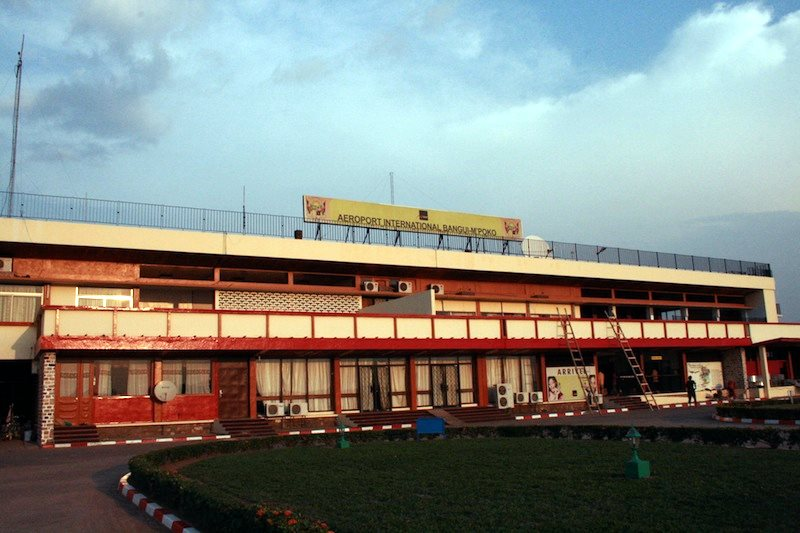
Vue de l'aéroport de Bangui en 2010.

Le 10 décembre, après avoir assisté le même jour à la cérémonie d'hommage à la mémoire de Nelson Mandela, le président français François Hollande arrive en République centrafricaine. À 19 h 15, le Falcon 7X présidentiel français se pose à l'aéroport de Bangui où des tirs se font encore entendre à proximité. À son bord se trouve une quinzaine de personnes, dont le président François Hollande, Valérie Trierweiler, le général Benoît Puga, le ministre des Affaires étrangères Laurent Fabius, la conseillère Hélène Le Gal et Sophie Hatt, chef du Groupe de sécurité de la présidence de la République. Après s'être recueilli devant les cercueils des deux soldats français tués à Bangui, le président français rencontre ensuite Michel Djotodia dans le pavillon présidentiel de la base militaire française. Critiqué par Hollande, le président centrafricain issu de la rébellion craint d'être forcé de quitter le pouvoir mais Hollande ne s'oppose pas à ce que Djotodia reste en fonction à la présidence centrafricaine, cependant il exige l'organisation d'élections présidentielles avant un an.
Un incident a lieu cependant une quinzaine de minutes après le début de la rencontre, sept véhicules et plusieurs dizaines d'hommes de la Seleka parviennent à entrer dans l'aéroport et à se porter devant le Falcon 7X, à quelques dizaines de mètres du pavillon présidentiel. La situation est très tendue mais cinq minutes plus tard, après des discussions avec les officiers des forces spéciales françaises chargées de sécuriser l'aéroport, le général des Séléka donne l'ordre à ses hommes de quitter les lieux. François Hollande et la délégation française regagne ensuite l'avion présidentiel sans avoir été informés de l'incident. Le Falcon 7X décolle à 23 h pour la France.

### Courte accalmie après l'intervention étrangère
Le 11 décembre, des chefs religieux musulmans et chrétiens organisent une réunion dans le quartier PK13 et appellent à la réconciliation. Pendant toute la durée des affrontements, l'archevêque et l'imam de Bangui, Dieudonné Nzapalainga et Oumar Kobine Layama, multiplient les appels à cesser les violences et la réconciliation et essayent d'organiser des rencontres entre les différentes communautés.
Les tensions retombent le 12 décembre, aucun pillage n'est signalé ce jour-là. À la mosquée du quartier du PK-5, des musulmans organisent un convoi funéraire pour enterrer les corps de 16 des leurs, dont celui du général Saleh, à l'extérieur de la ville.
Le 17, l'armée française mène une opération de désarmement dans le quartier de Boy-Rabe, au nord, tenu par les Anti-balaka.

## Poursuites des affrontements et des exactions à Bangui

### Affrontement des 19 et 20 décembre entre Tchadiens et Anti-balaka

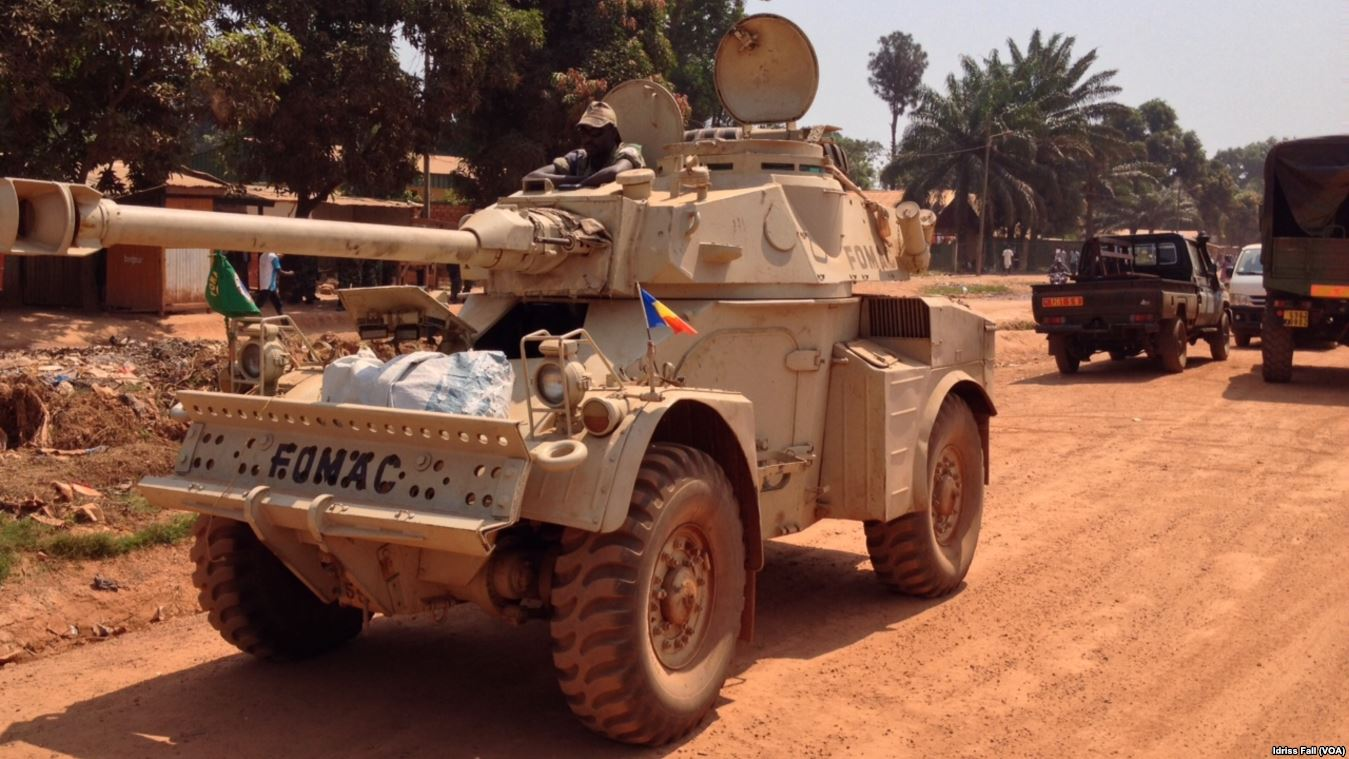
Un blindé Panhard AML (Eland) tchadien de la FOMAC, le 22 décembre 2013, à Bangui.

Le soir du 19 décembre des affrontements reprennent près de l'aéroport, dans le quartier Gobongo, au nord de la ville, ils s'étendent ensuite à d'autres quartiers de la capitale. Des affrontements entre les Anti-balaka et les Seleka ont lieu sur l'avenue de l'Indépendance, près du marché de Gobongo. Des soldats tchadiens en patrouille sont attaqués dans les rues à la grenade par des Anti-balaka, un officier tchadien est tué et plusieurs soldats sont blessés. Les Anti-balaka s'approchent également de la base des forces tchadiennes près de l'aéroport. Les deux forces échangent des coups de feu, six soldats tchadiens sont blessés, dont deux grièvement. L'intervention des Français interrompt les combats mais ceux-ci reprennent dans la nuit, vers 4 h 30, dans les quartiers Combattants, Ngongonon, Boeing. À partir de 6 h, les combats diminuent d'intensité à la suite de l'intervention des Français qui effectuent des patrouilles dans tous les quartiers. 500 réfugiés manifestent également devant l'aéroport pour réclamer le départ de Michel Djotodia. Les soldats tchadiens tirent en l'air pour disperser la foule,,,.
Dans l'après-midi, des soldats français essuient des tirs dans le quartier Castor, au sud-est de l'aéroport. Les Français répliquent et tuent deux « pillards ».
Le 20 décembre, la Croix-Rouge déclare avoir ramassé 29 cadavres dans les rues de la ville, tués par balles ou à coups de machette. Cependant le bilan des victimes est probablement plus élevé. Selon Médecins sans frontières, environ 40 blessés sont conduits à l'hôpital communautaire de Bangui, trois d'entre eux succombent par la suite à leurs blessures. Selon un imam de Gbaya Dombia, 15 habitants ont été tués et une trentaine blessés,.

### Affrontement du 22 décembre entre Français et Seleka

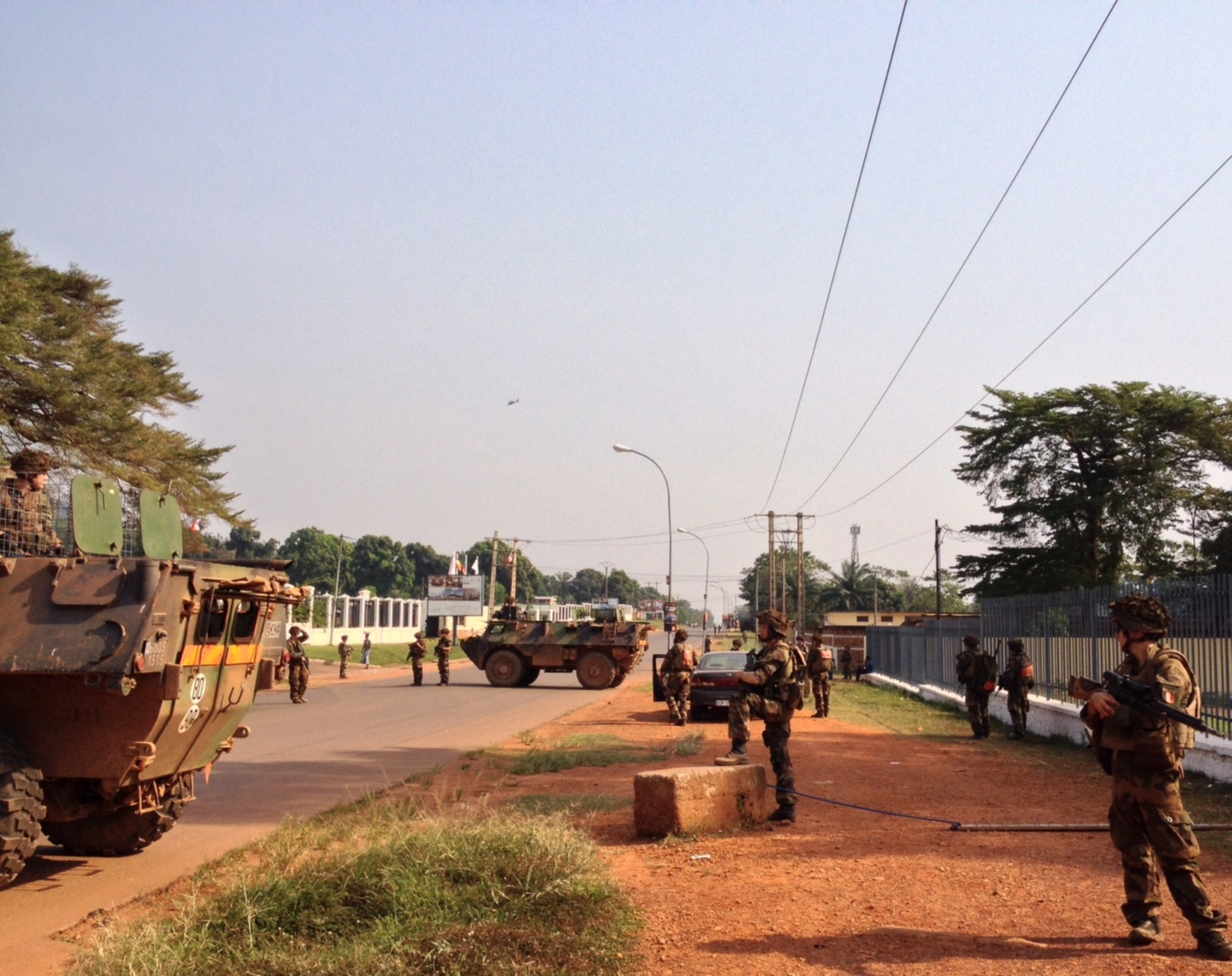
Soldats et VAB français de l'opération Sangaris, le 22 décembre 2013, à Bangui. Le soldat français au premier plan est armé d'un FR-F2.

Le matin du 22 décembre, trois hommes de la Seleka sont tués par des soldats français lors d'une opération de désarmement. Français et Seleka s'accusent mutuellement d'être responsables de la fusillade. Selon l'état-major français, les militaires ont ouvert « le feu deux fois au cours de la journée », la première fois déclare-t-il, « contre un groupe d'une demi-douzaine de personnes soupçonnées d'être des ex-Séléka, qui allaient faire usage de leurs armes qui étaient pointées contre nos troupes ». Le deuxième incident se produit contre un tireur isolé. D'après un officier de la Seleka, Abakar Sabone, les trois hommes ont été tués « alors qu'ils étaient armés, certes, mais ils n'avaient montré aucun hostilité envers les Français et n'ont pas fait usage de leurs armes ». Quelques heures plus tard plusieurs milliers de musulmans manifestent pour dénoncer l'intervention française accusée de soutenir les chrétiens et les Anti-balaka.

### Incidents avec les forces tchadiennes
Le matin du 23 décembre, ce sont cette fois-ci des chrétiens qui manifestent pour soutenir l'intervention française et réclamer le départ de Djotodia et des forces tchadiennes de la MISCA. Après avoir essuyés des jets de pierre, des soldats tchadiens ouvrent le feu. Un manifestant est tué, un autre est blessé. L'incident prend fin avec l'intervention des forces françaises qui évacuent les victimes.
Le même jour, selon le lieutenant-colonel Poncien Kisimahana, chef du contingent burundais, lors du désarmement de six Seleka, un heurt oppose des soldats tchadiens et burundais, faisant deux blessés chez les premiers. Ces déclarations sont démenties par le Tchad.

### Redéploiement des Casques bleus

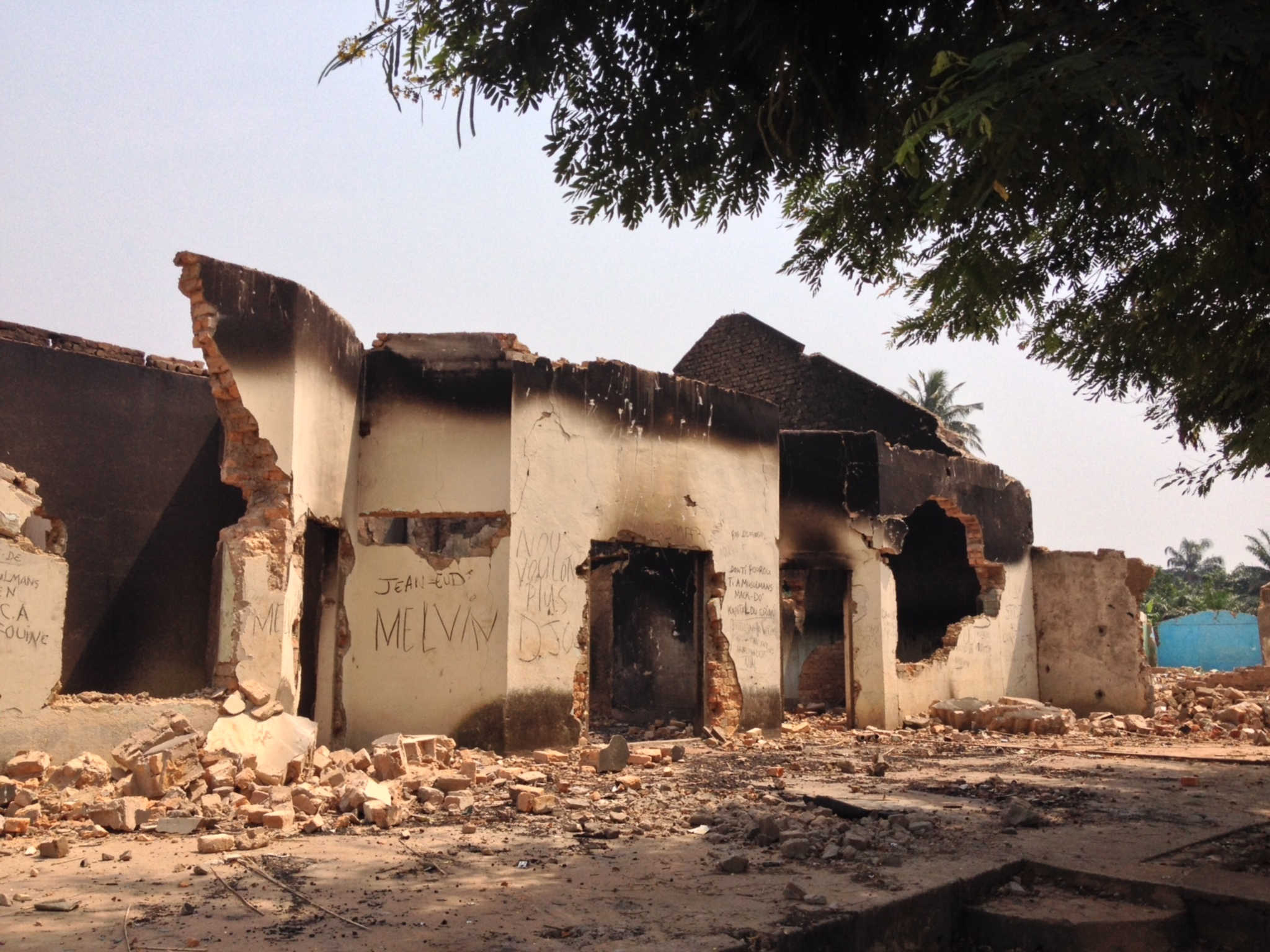
Vue le 22 décembre 2013 d'une mosquée incendiée à Bangui.

Le même jour encore, un contingent de 250 Casques bleus de l'armée marocaine, intégré au Bureau intégré des Nations unies pour la consolidation de la paix en République centrafricaine (BINUCA) avec pour mission « d'assurer la sécurité du personnel et des installations du système des Nations unies en République centrafricaine ».
Le 24 décembre, le général camerounais Martin Tumenta Chomu, chef militaire de la MISCA, décide de faire déployer la force tchadienne à Bangui au nord de la République centrafricaine. Les troupes camerounaises sont également assignées à un autre secteur tandis que les forces burundaises et congolaises doivent prendre le relais.

### Affrontement du 25 décembre entre Tchadiens et Anti-balaka
Le 25 décembre, dans le quartier de Gobongo, les Tchadiens de la MISCA venus enlever des barricades sont attaqués par des civils et des Anti-balaka. Six soldats tchadiens sont tués lors d'affrontements. Le général Tumenta envoie des renforts. D'autres combats ont lieu dans les quartiers du PK5, du PK12 et Ben-Zvi, puis cessent en fin d'après-midi. Les coups de feu provoquent la panique de milliers d'habitants qui s'enfuient pour la plupart en direction de l'aéroport,. De son côté, la Croix-Rouge affirme avoir ramassé 44 cadavres le 25 et le 26, vêtus pour la plupart d'habits civils, mais déclare ne pouvoir accéder aux 4e et 8e arrondissements.

### Le charnier de la colline des Panthères
Le 26 décembre, un charnier contenant les corps de 30 de personnes est exhumé dans le centre-ville, près du camp militaire de Roux, où sont installés la garde présidentielle et le président centrafricain. D'après le procureur de Bangui, les corps, en décomposition depuis trois à cinq jours, avaient été jetés à l'air libre sur environ 150 mètres des deux côtés d'une route. Toutes les victimes sont des hommes adultes, âgés en moyenne d'une trentaine d'années, qui semblent avoir été exécutés après avoir subi des tortures. Les corps sont récupérés par la Croix-Rouge,,,,.

### Affrontement du 26 décembre entre Congolais et Seleka
Une fusillade et des tirs de mortiers ont lieu le soir du 26 décembre, vers 22 h, près du camp de Roux. Selon le général Mokoko, des Séléka de la garde présidentielle ouvrent le feu sur des Casques bleus d'une unité de police congolaise, tuant deux d'entre eux. Les forces de la MISCA répliquent, deux Seleka sont également tués. Par la suite, le porte-parole de présidence centrafricaine, Guy Simplice Kodégué, parle d'un « incident regrettable »,.

### Diminutions progressive des violences

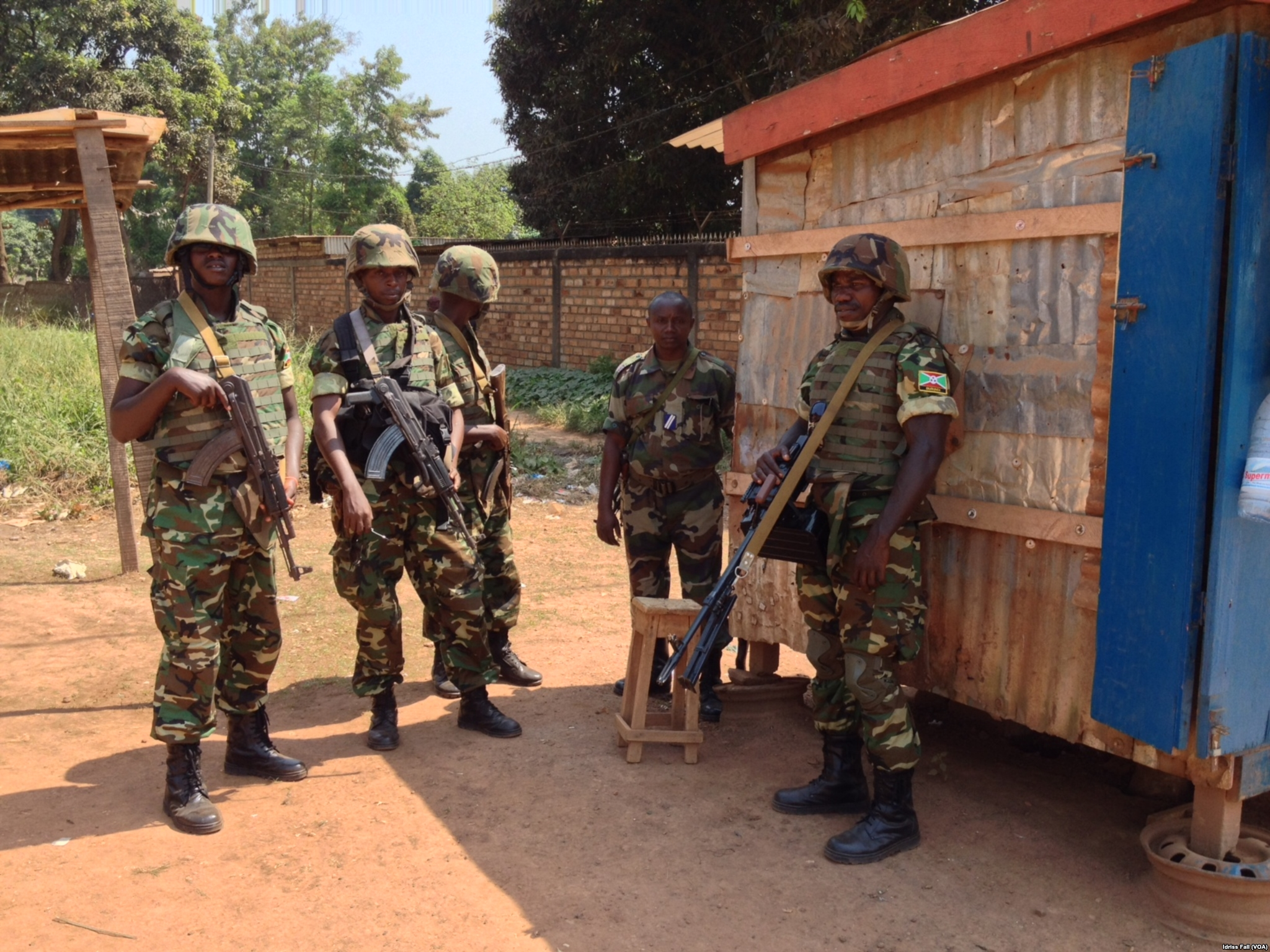
Soldats burundais de la MISCA, le 22 décembre 2013, à Bangui.

Le matin du 27, un convoi tchadien escortant des civils fuyant la ville est attaqué par des habitants dans le quartier PK9. Un civil est tué et au moins deux enfants sont blessés par des grenades lancées par des soldats tchadiens. Il n'y a cependant pas d'autres incidents dans la journée, la MISCA et les forces françaises effectuent de nombreuses patrouilles dans toute la ville,.
Le 1er janvier 2014, des affrontements entre Séléka et Anti-balaka font trois morts.
Le matin du 4 janvier, après quelques jours de calme, des affrontements éclatent dans le nord de la ville. Selon la Croix-Rouge centrafricaine, au moins sept personnes sont tuées. Quelques heures plus tard, au rond-point de Pétévo dans le Sud de Bangui, des violences entre civils font quatre morts. Paniqués, plusieurs habitants de Pétévo, un quartier relativement épargné par les combats des jours précédents, fuient vers le camp de Bimbo. La Croix-Rouge note également une augmentation des exactions par armes blanches, plus discrètes que les armes à feu.
Le 5 janvier, une grenade lancée dans le marché de Kokoro fait quatre blessés selon un journaliste de l'AFP, deux d'après la MISCA, dont un civil et un soldat burundais.

### Démission de Djotodia
De son côté, le président Michel Djotodia, lâché par les Séléka et par le Tchad, se retrouve sans le moindre soutien. Malgré ses appels à cesser les violences et à la réconciliation, il se révèle incapable mettre fin au chaos. Le 8 décembre, les déclarations de François Hollande : « On ne peut pas laisser en place un président qui n'a rien pu faire, qui a laissé faire », ont un fort retentissement à Bangui.
Le 9 janvier 2014, les pays voisin de la Centrafrique se réunissent pour un sommet à N'Djaména, mais Michel Djotodia, désavoué par la France et le Tchad, est poussé vers la sortie. Le 10 janvier, à N'Djaména, Michel Djotodia présente sa démission, suivi de celle de son Premier ministre Nicolas Tiangaye. Cette annonce est accueillie par des scènes de liesse dans tout Bangui. Le 11 janvier, l'ancien président s'exile au Bénin.

### Poursuites des violences

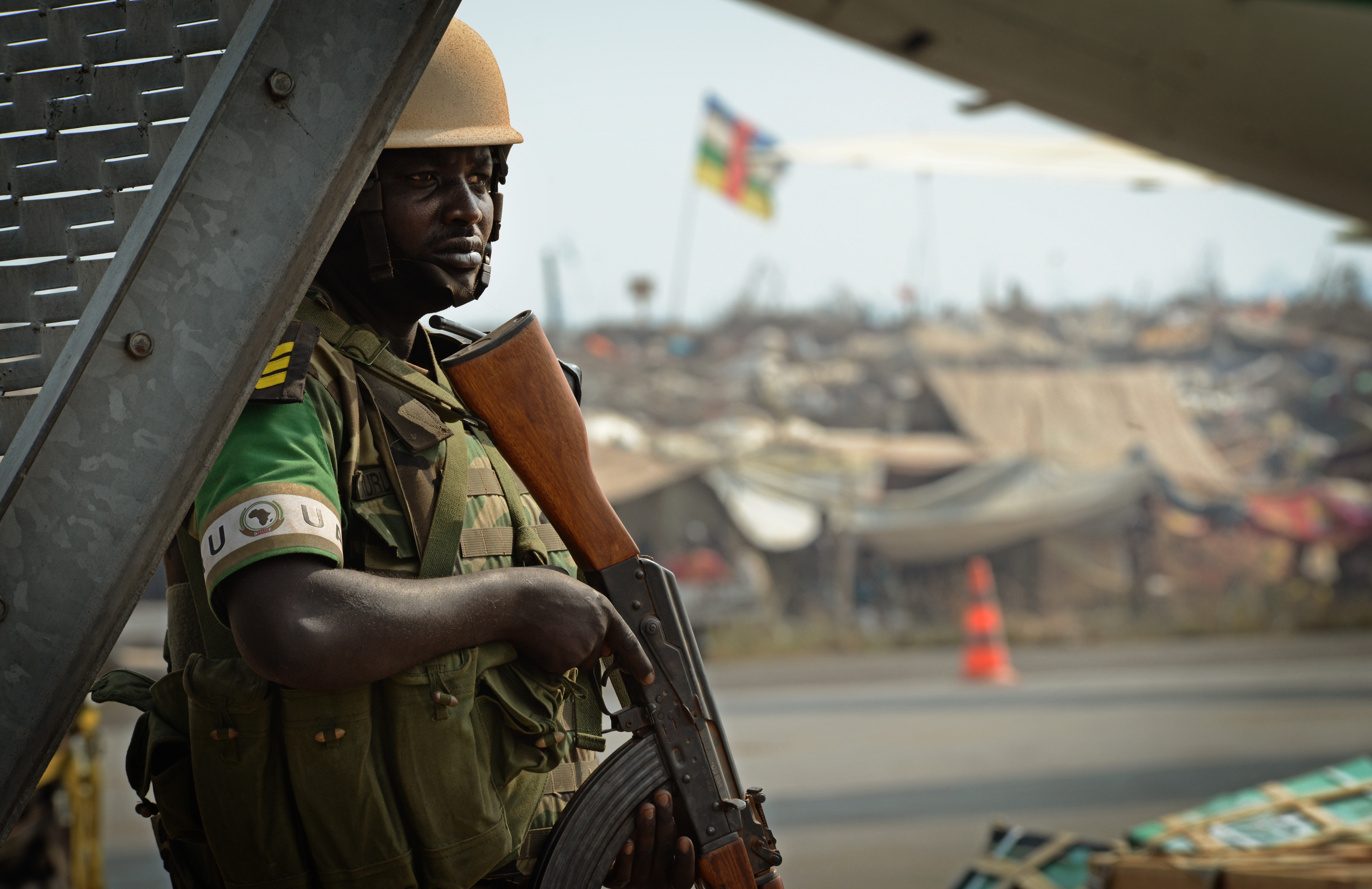
Soldat de l'armée rwandaise à l'aéroport de Bangui, le 19 janvier 2014.

La démission de Djotodia ne met pas fin aux affrontements ; au moins six personnes sont tuées à Bangui dans la nuit du 10 au 11 et de nombreux pillages sont commis selon la Croix-Rouge.
Le 7 janvier 2014, l'AFP rapporte que des actes de cannibalisme ont été commis lors de lynchages d’habitants musulmans par des groupes de pillards dans des quartiers nord de la capitale Bangui. Une caméra de la BBC filme un centrafricain nommé Ouandja Magloire dit "Mad Dog" en train de dévorer une jambe,.
Le 12 janvier, dans le quartier de Bimbo, au sud de la ville, après une opération de médiation des Français, des combattants Seleka et Ant-balaka fraternisent sous les applaudissements de la population et concluent à un cessez-le-feu. Cela ne met cependant pas fin aux incidents et aux pillages commis dans l'ensemble de la ville.
Selon la Croix-Rouge centrafricaine, 25 personnes sont tuées à Bangui entre le 10 et le 13 janvier. Le 15, dans le Nord-Est de la ville, une fusillade oppose des soldats français à des hommes armés. Selon des habitants musulmans, cinq des leurs ont été tués dans la journée dont deux femmes et un adolescent. D'après eux, ils ont été tués par l'armée française, ce que cette dernière dément. En représailles, des musulmans s'attaquent à des chrétiens dans la soirée. Le 16, dans la matinée, la Croix-Rouge affirme avoir ramassé quatre corps de chrétiens, tués à l'arme blanche,,.
Un soldat congolais est tué par une grenade dans la nuit du 21 au 22. Le 22 janvier, près du camp Kasaï et de la prison centrale, des combats opposent Seleka et Anti-balaka. Au moins quatre civils chrétiens et six Seleka sont tués, dont quatre qui étaient détenus dans la prison. Il y a également 24 blessés selon la Croix-Rouge. Dans le quartier PK-13, de nombreux pillages de commerces et de maisons de musulmans sont commis, entraînant l'intervention des soldats rwandais, puis de soldats français ; une trentaine de musulmans menacés de mort par des émeutiers chrétiens sont évacués,,,.
Le 23 janvier, la mort d'un musulman, tué par balle dans un camp de réfugiés, met le feu aux poudres. Des affrontements éclatent dans les quartiers de PK12 et PK13, faisant au moins 16 morts selon la Croix-Rouge. Des civils musulmans manifestent devant les militaires français, les accusant de prendre parti pour les chrétiens. Certains manifestants se mettent ensuite à tirer sur les Français qui répliquent et tuent un homme,

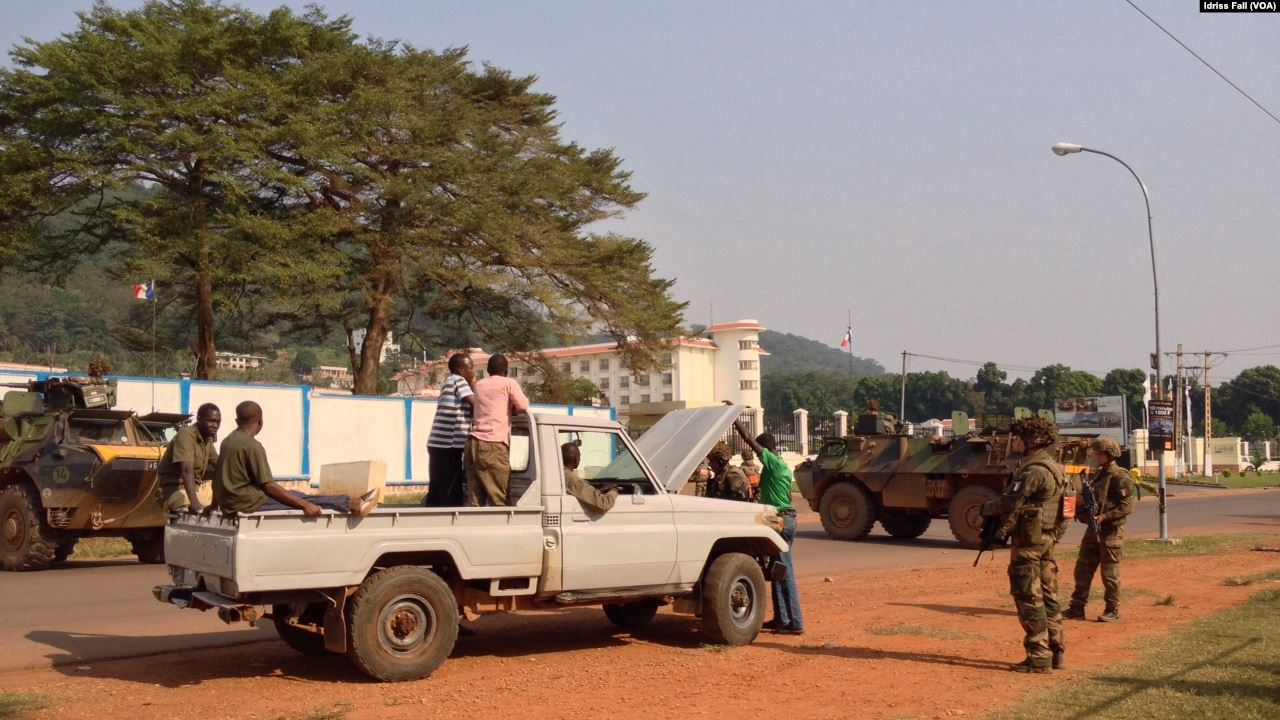
Checkpoint tenu par les soldats français de l'opération Sangaris, le 22 décembre 2013, à Bangui.

Le 24 janvier, Joseph Kalité, un ancien ministre musulman, est massacré en pleine rue à coups de machettes et de bâtons par des Anti-balaka. Neuf autres personnes sont tuées le même jour lors de violences entre milices chrétiennes et musulmanes,.
Le 27, un homme grièvement blessé, la gorge presque tranchée, est ramassé par des soldats français dans une rue de Bangui. Quelques jours plus tard, il déclare avoir été détenu pendant cinq mois au camp de Roux tenu par les Seleka. Selon son témoignage, lui et d'autres prisonniers étaient régulièrement torturés en étant roués de coups ou bien brûlés avec des charbons ardents. D'après lui des prisonniers étaient exécutés tous les jours ; d'autres n'ont pu être libéré qu'en échange de versements d'argent aux soldats par les familles des détenus. Lorsque les Seleka évacuent le camp de Roux, il est sommairement exécuté avec quatre autres prisonniers : « Ils ont tué et brûlé quatre personnes devant moi. J'étais le cinquième, le dernier. J'avais les mains attachées dans le dos. Ils ont commencé à me couper le dos à la machette, puis à m'égorger. Je me suis levé d'un bond et me suis enfui. J'ai couru. » Pour une raison inconnue, il n'est pas poursuivi et échappe à la mort.
Le 28, 300 soldats seleka sont évacués du camp Kasaï escortés par des soldats rwandais. Le même jour, des soldats français sont attaqués par des Seleka, près du camp RDOT, au nord de la ville où sont cantonnés environ 1 000 soldats seleka. Les Français répliquent, notamment par des tirs de chars ERC-90 Sagaie. Une dizaine de combattants seleka sont tués.
Le 31 janvier, la Croix-Rouge affirme avoir compté 30 morts et 60 blessés à Bangui lors des affrontements des trois derniers jours entre Seleka et Anti-balaka.

### Échec de la réconciliation et exode des musulmans
Début février, Patrice Edouard Ngaissona surnommé le « colonel douze puissances », coordinateur politique des Anti-balaka, et ancien ministre de Jeunesse et des Sports de Bozizé, appelle à cesser les violences contre les civils musulmans. Il déclare cependant que la plupart des exactions sont commises par des « faux anti-balaka. Ce sont des voleurs, des bandits qui nous imitent avec de faux gris-gris. ».
Le 5 février, une cérémonie est organisée dans la matinée à Bangui pour marquer la reformation des Forces armées centrafricaines (FACA). Cependant, peu après le départ des officiels et de la nouvelle présidente centrafricaine Catherine Samba-Panza, des soldats s'en prennent à un homme habillé en civil qu'ils accusent d'être un Seleka. Ce dernier est roué de coups par des soldats, auxquels se joignent des civils. Il est lynché à mort et son corps et démembré et brûlé,.
Le même jour, 3 500 à 4 000 réfugiés musulmans venus du Nord-Ouest du pays arrivent à Bangui escortés par des soldats tchadiens. Ils sont placés dans un entrepôt de l'aéroport de Bangui.
Le 7 février, Médecins sans frontières affirme avoir pris en charge 1 650 blessés à Bangui pour le mois de janvier 2014.
Le même jour, un convoi de 10 000 réfugiés musulmans quitte la ville de Bangui sous les invectives d'habitants chrétiens. La totalité de la communauté musulmane de Mbaïki, et une partie importante de celle du quartier PK5 prennent part à cet exode. Escorté par des soldats tchadiens des forces spéciales, le convoi fait route vers le Tchad. Cependant, au nord de la ville, un des réfugiés tombe accidentellement d'un camion, il est lynché par la foule et son corps est démembré. Plus tard dans la journée, une autre partie du convoi est attaquée par des Anti-balaka, mais ces derniers sont rapidement dispersés par des tirs de sommation des hommes de la MISCA,.

### Offensive contre les Anti-balaka

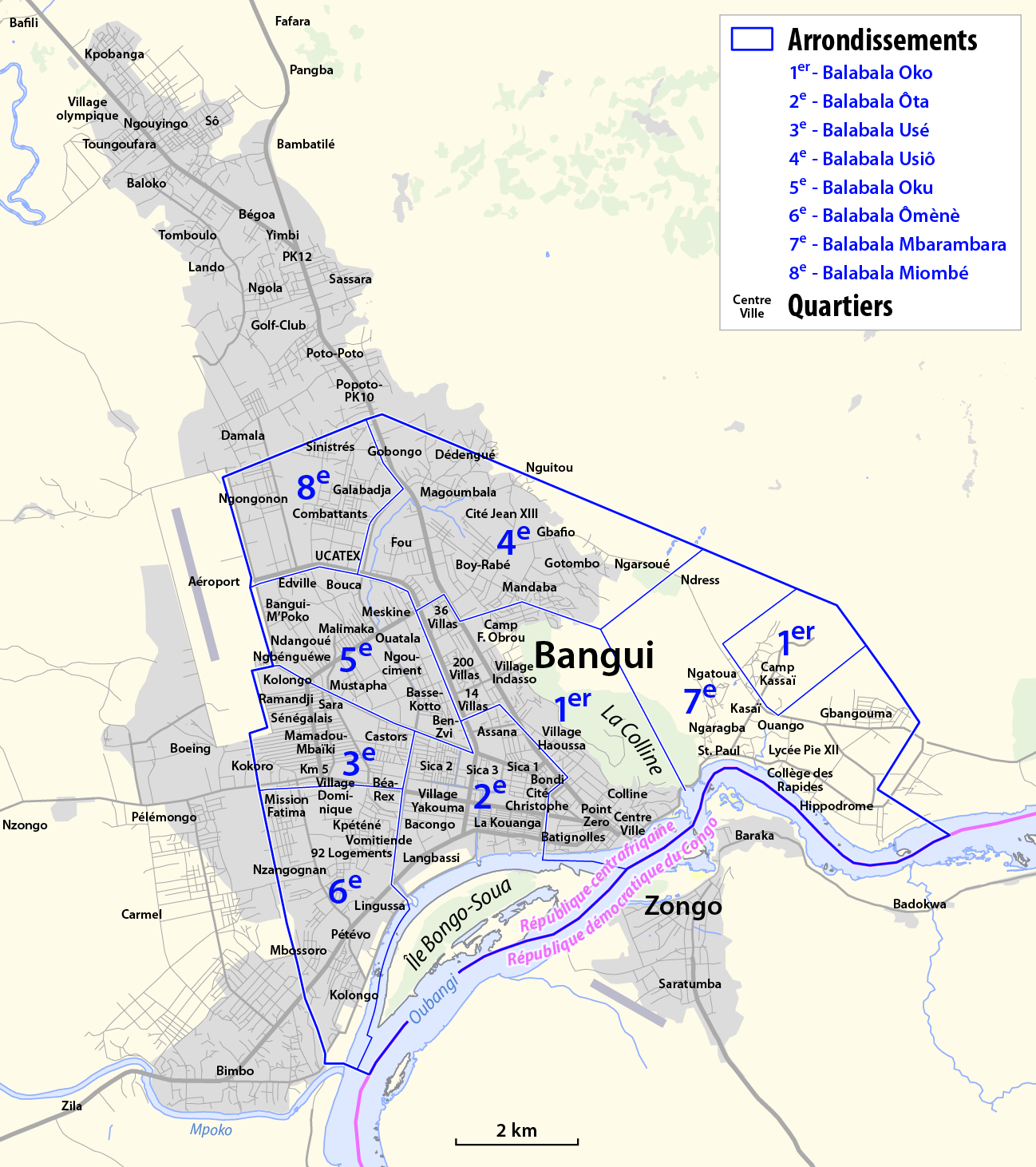
Arrondissements et quartiers de Bangui.

Le 8 février, le général camerounais de la MISCA, Martin Tumenta Chomu, menace les groupes armés de recourir à la force s'ils ne déposent pas les armes : « Je demande à tous les hors-la-loi de déposer les armes, à tous les ex-FACA de rester cantonnés. Sinon, ils seront considérés comme des hors-la-loi, des bandits et trouveront en face d'eux les forces de la Misca pour mettre un terme à leurs agissements. Désormais, on aura des bilans (de victimes) et des bilans lourds. »
Le soir du 8 février, de nouveaux affrontements éclatent lorsque des Anti-balaka attaquent un quartier musulman dans le centre de la ville de Bangui. Le matin du 9, une femme chrétienne est tuée, son agresseur est capturé par la foule qui le met à mort et incendie son cadavre devant la mairie. Un autre civil musulman est tué peu après devant des soldats rwandais ; ces derniers ouvrent le feu et tuent un homme. Selon des témoins, au moins neuf personnes sont tuées dans ces violences. Le 9, dans la soirée, un membre du parlement provisoire centrafricain, Jean-Emmanuel Ndjaroua, qui appelait à cesser les violences contre les musulmans, est assassiné.
Cet assassinat provoque de nombreuses réactions de la part des chefs politiques et militaires, excédés par les exactions des Anti-balaka. Le 10 février, le général Francisco Soriano, déclare que « Ceux qui se disent anti-balaka sont devenus les principaux ennemis de la paix en Centrafrique, ce sont eux qui stigmatisent les communautés, ce sont eux qui agressent la force Sangaris. On ne doit pas les cantonner, mais les chasser comme ce qu'ils sont, c'est-à-dire des hors-la-loi, des bandits ». Le 12, la présidente centrafricaine Catherine Samba Panza déclare devant les habitants de Mbaïki : « Les Anti-balaka, on va aller en guerre contre eux. (Ils) pensent que parce que je suis une femme, je suis faible. Mais maintenant les Anti-balaka qui voudront tuer seront traqués. » Le même jour, Amnesty International dénonce le nettoyage ethnique commis par les Anti-balaka contre les populations musulmanes.
Les Anti-balaka réagissent diversement, selon RFI ces derniers sont divisés entre modérés et extrémistes. Certains Anti-balaka se déclarent prêts à être cantonnés et désarmés, estimant leurs objectifs remplis avec le départ de Djotodia et des Seleka. D'autres, comme le colonel Patrice Édouard Ngaissona dit « Douze Puissances », refusent un désarmement par la force. Ce dernier, qui commande dans le quartier Boy-Rabe, déclare : « Il n’est pas question de nous désarmer par la force. Nous sommes des enfants du pays, nous sommes des combattants pour la paix. Il suffit seulement à la mission Sangaris de finir son travail en désarmant le reste des Selekas qui sont toujours là avec leurs armes. La déclaration du général de Sangaris nous a vraiment traumatisés ». Un autre officier cependant, le capitaine Kamizoulaye, présent dans le quarier PK9, reconnait que de nombreux combattants anti-balaka sont indisciplinés et commettent des exactions.
Les Anti-balaka forment un mouvement hétérogène sans objectif ni commandement précis, le général Soriano déclare ainsi à l'AFP ; « C'est qui les « anti-balaka » ? Qui est leur chef ? Quel est leur message politique ? Quelle est leur chaîne de commandement ? Personne ne sait rien. C'est une nébuleuse, on est incapable de mettre un vrai visage. »
Le 12, des soldats de la MISCA découvrent un charnier contenant au moins six corps dans une caserne tenue par les Seleka dans le quartier des 200 villas dans le centre de la ville,.
Le 14, treize corps en décomposition sont retrouvés dans une cuve vide qui servait de réservoir d'essence dans près du camp Béal, au centre de Bangui, où sont cantonnés des combattants sélékas. Leur mort remonterait à une dizaine de jours.
Le 15 février, 250 soldats africains et français effectuent une importante opération dans le quartier de Boy-Rabe tenu par les Anti-balaka. Huit personnes sont arrêtées, dont quatre officiers de Patrice Édouard Ngaissona ; cependant ce dernier parvient à s'enfuir,.
Le soir du 18 février, un convoi tchadien arrive à l'aéroport de Bangui pour évacuer 3 000 civils musulmans. Cependant le lendemain matin, la route est bloquée par des Anti-balaka et des civils qui barricadent les voies. Des soldats de la MISCA interviennent. Il y a des échanges de tirs mais les militaires parviennent à démonter les barricades ce qui permet au convoi de partir. Les affrontements font au moins 16 blessés qui sont conduits à l'hôpital de Bangui.
Deux civils musulmans sont tués le 21 février, dans le quartier PK5, trois autres sont abattus par la foule le 22 au quartier Combattant. Le 23, des soldats tchadiens se déplaçant à pied dans le quartier Combattant, malgré l'interdiction de leur hiérarchie, sont attaqués à coups de grenades. Deux soldats tchadiens sont tués et un autre est blessé. Un autre soldat tchadien est également blessé le lendemain.
Le 5 mars, trois personnes sont tuées par des soldats tchadiens, dont deux civils et un lieutenant de la gendarmerie nationale. Le 7, trois musulmans qui se rendaient à l'aéroport de Bangui M’poko sont assassinés dans le quartier Combattant, après que leur véhicule soit tombé en panne. Le même jour, un autre musulman est tué au quartier Malimaka et son corps est démembré.

### Affrontements au PK5

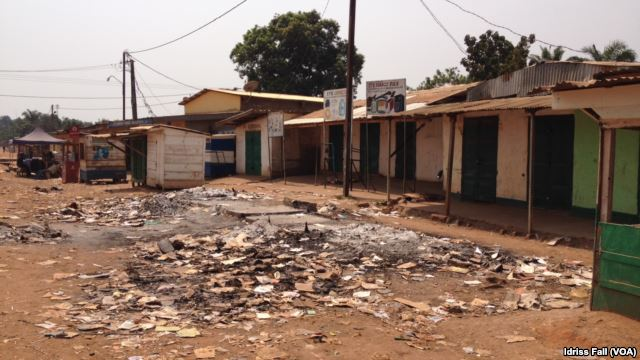
Vue le 22 décembre 2013, d'une boutique pillée au PK5 à Bangui.

Début mars, Valerie Amos, secrétaire générale adjointe de l'ONU chargée des affaires humanitaires, déclare que la population musulmane de Bangui ne compte plus que 900 personnes environ, alors qu'elle était autrefois de 130 000 à 145 000.
Le 8 mars, sept personnes sont assassinées, dont quatre dans le quartier PK5. Dans la nuit du 8 au 9, un règlement de comptes entre bandes fait quatre morts au terme d'une fusillade.

Fin mars, seuls quelques centaines de musulmans, essentiellement des commerçants, sont encore présent à Bangui. Face à la menace des Anti-balaka les plus extrémistes, certains musulmans obtiennent la protection de groupes anti-balaka plus modérés en échange de versements d'argent. Le 21 mars, lors d'une rencontre avec la ministre centrafricaine de la Communication et de la Réconciliation, des responsables anti-balaka se déclarent prêts à déposer les armes et déclarent : 

« Nous avons opté pour libérer le peuple centrafricain et nous estimons que notre objectif est atteint. Donc, nous ne devons plus continuer à perpétuer des actes qui sont contraires à notre but. Ceux qui perpétuent les actes de violence ne sont pas de vrais anti-balaka. Nous sommes déterminés à déposer les armes, à aller à la réconciliation avec les musulmans. »

Mais le 22 mars, le grand marché PK5 est attaqué. Par deux fois, les forces africaines de la MISCA et les Français parviennent à repousser les assaillants anti-balaka, mais à la troisième tentative, certains insurgés parviennent à s'infiltrer et à assassiner quatre musulmans.
La violences reprennent, les musulmans sont assiégés dans le quartier commerçant du PK-5, au nord de la ville. Les Anti-balaka érigent des barricades dans plusieurs quartiers, des tirs ont lieu le 24 et le 25 mars dans les quartiers Miskine et Gobongo. Le 25, les troupes de la MISCA et les Français qui tentent de s'interposer et de démanteler les barricades sont pris à partie par des insurgés et des pillards. Les militaires répliquent et tuent huit Anti-balaka selon des témoignages d'habitants. D'autres affrontements ont lieu à l'est, dans le Ve arrondissement. La Croix-Rouge ramasse de son côté une quinzaine de corps entre le 22 et le 25 mars,. Médecins sans frontières annonce également avoir pris en charge 38 blessés, dont trois sont par la suite décédés.
Dans la nuit du 27 au 28 mars, dans le quartier Kango, des hommes armés attaquent une veillée funèbre chrétienne avec des grenades et des armes légères. 20 personnes sont tuées, dont des femmes et des enfants, et 11 sont blessées. Les victimes attribuent le massacre à des combattants musulmans ; le ministre centrafricain de la Sécurité publique parle de son côté d'un « groupe d’extrémistes bien connu des services de police ».

### La fusillade du PK12
Le 29 mars, un affrontement oppose des soldats tchadiens escortant un convoi à des Anti-balaka dans les quartiers Gobongo et Galabadja, ainsi que dans la commune de Bégoua, située aux abords de la capitale centrafricaine. Les deux camps s'accusent mutuellement d'être responsables de l'attaque. Les Tchadiens tirent également sur la foule au PK12 ; au moins 24 personnes sont tuées selon le maire de Bégoua. Après cet incident, le Tchad annonce le 3 avril, le retrait de ses forces de la République centrafricaine, dénonçant « un lynchage médiatique et politique ».
L'ONU effectue une enquête sur l'incident. Le 4 avril, un porte-parole de l'ONU aux droits de l’Homme, Rupert Colville, déclare : « Dès que le convoi de l’armée nationale tchadienne a atteint la zone de marché du (quartier) PK12, ils auraient ouvert le feu sur la population sans qu’il y ait eu de provocation [...] Il semble que l’action des forces tchadiennes a été totalement disproportionnée, puisqu’ils ont tiré sur un marché bondé de civils non armés. ». Selon l'ONU, le bilan de cette fusillade est d'au moins 30 morts et 300 blessés.

### Évacuations des musulmans du PK12 et du PK 5
En avril 2014, après le départ des forces tchadiennes, l'ONU, la MISCA et la France hésitent sur ce qu'il convient de faire des derniers musulmans retranchés à Bangui et qui réclament leur évacuation. Cependant les pays engagés et l'ONU refusent initialement cette solution, craignant selon un diplomate d'être accusés de « jouer le jeu de l'exode, voire de la partition ». Les ONG hésitent également, mais certaines comme Action contre la faim ou Médecins sans frontières sont favorables à l'évacuation ; la France finit elle-même par s'y rallier.
À la fin du mois, une opération d'évacuation des derniers musulmans de Bangui est organisée par le Haut Commissariat des Nations unies pour les réfugiés (HCR) et plusieurs organisations humanitaires. La population musulmane retranchée dans le PK12 ne compte plus qu'environ 1 500 personnes, où elle est la cible de plusieurs attaques de la part des Anti-balaka. 22 civils musulmans ont été assassinés dans le PK12 entre janvier et avril. Le 21 avril, un premier convoi de 93 civils quitte la ville, escorté par des soldats français. Les réfugiés doivent d'abord se regrouper à Bambari, une ville de 45 000 habitants peuplée de chrétiens et de musulmans, mais où la situation est restée calme depuis le début de l'insurrection anti-balaka. À la demande des réfugiés eux-mêmes, ils doivent ensuite être relogés dans les villes de Kabo et Sido, situées tout au nord du pays et où sont déjà présents de nombreux déplacés. Cette opération est cependant critiquée par Antoinette Montaigne, ministre centrafricaine chargée de la Réconciliation, qui aurait préféré être associée à la décision. Elle estime également que cet exode encadré par la communauté internationale fait le jeu des rebelles musulmans désireux de créer un État indépendant dans le Nord du pays,,,,.
Le 24 avril, des soldats français effectuent des fouilles dans un quartier musulman du PK5, lorsqu'ils sont pris à partie par des jeunes manifestants. La situation dégénère et une fusillade s'engage pendant quatre heures. D'après Abakar Moustapha, porte-parole de la communauté musulmane du PK5, le combat fait cinq morts. Selon la MINUSCA, les Français, pris à partie, ont « violemment riposté », sept personnes faisant partie d'« éléments armés non identifiés » ont été tuées et trois maisons sont « presque complètement endommagées ».
Le 27 avril, l'ONU procède à l'évacuation des derniers musulmans du PK12. Escortés par les soldats africains de la MINUSCA, les camions transportant les 1 300 à 1 400 réfugiés prennent la direction de Kabo et Sido, au nord du pays. Après le départ du convoi, des centaines de chrétiens envahissent le quartier musulman du PK 12, qu'ils livrent au pillage.
Le 29 avril, le convoi est attaqué près de Dékoa par des Anti-balaka postés dans des arbres. Ces derniers ouvrent le feu et tuent deux civils musulmans, six autres sont blessés. Les soldats de la MINUSCA répliquent et repoussent les assaillants.
La dernière communauté musulmane de Bangui se situe alors au PK 5. Cependant selon Giuseppe Loprete, représentant en Centrafrique de l'Organisation internationale pour les migrations (OIM), une agence de l'ONU, contrairement à ceux du PK 12, les musulmans du PK 5 refusent de partir.
Le soir du 29 avril, au PK 5, un jeune musulman est tué et son corps mutilé. En représailles, des musulmans armés commettent plusieurs attaques dans les quartiers chrétiens. Le bilan de ces violences est inconnu, mais un journaliste centrafricain figure parmi les victimes et un autre est blessé.
Le 30 avril, les premiers soldats de l'EUFOR RCA prennent la relève des forces de l'opération Sangaris à l'aéroport de Bangui qu'ils sont chargés de sécuriser. Ce premier contingent est constitué de 150 soldats français et estoniens.
Le 25 mai, un match de football interreligieux est organisé pour tenter de réconcilier les musulmans et chrétiens. Mais trois jeunes musulmans du quartier PK5 sont massacrés alors qu'ils s'y rendent. Selon Ousmane Abakar, porte-parole des musulmans de Bangui, leurs corps sont mutilés, « Leurs organes sexuels et leur cœur ont été retirés ». Ces assassinats sont condamnés par Sébastien Wenezoui, un coordinateur anti-balaka, qui affirme qu'au moins 10 jeunes ont été enlevés par une faction du quartier Boy-Rabe.
Le 28 mai, des hommes armés attaquent l'église Notre-Dame de Fatima, au centre de Bangui, et tuent environ 15 à 20 chrétiens, dont un ou deux prêtres. Une trentaine de personnes sont également blessées,. Selon le Haut commissariat de l'ONU aux réfugiés, le bilan de ce massacre est d'au moins 17 personnes tuées et 27 enlevées.
Après plusieurs semaines de calme, le massacre de l'église Notre-Dame de Fatima provoque de nouvelles violences. À Bangui, des manifestants érigent des barricades, réclamant principalement de départ des soldats brurundais de la MINUSCA, chargés de protéger les musulmans du PK-5, ainsi que le désarmement des milices musulmanes de ce quartier. Visés par des tirs, les Burundais répliquent ; trois personnes sont tuées et douze blessées,.
Le 1er juin, les musulmans du PK-5 demandent à leur tour à être évacués de Bangui. Leur population dans ce quartier est alors de 15 000 personnes.

### Accord de cessation des hostilités

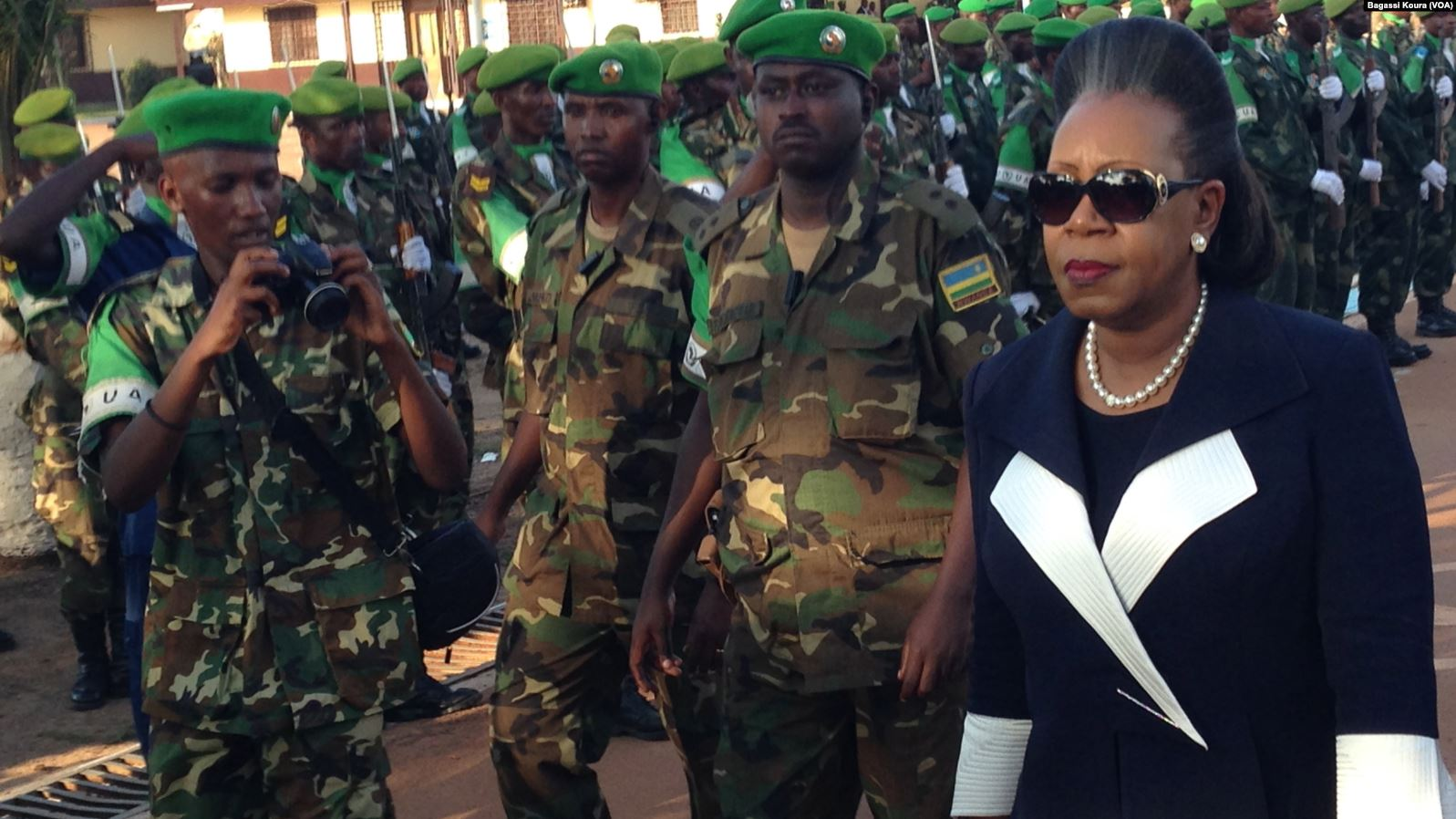
La présidente centrafricaine Catherine Samba-Panza et des militaires rwandais de la MISCA au cours d'une cérémonie en hommage aux troupes de l’Union africaine, le 13 septembre 2014.

Au début du mois de juin, une opération de « désarmement volontaire » est organisée à Bangui, et la population est invitée à remettre fusils, machettes et grenades aux mairies. Quelques armes sont récupérées mais la récolte reste globalement maigre.
Le 23 juillet 2014, un accord de cessation des hostilités est signé à Brazzaville après trois jours de négociations. Le texte est signé par Mohamed Moussa Dhaffane pour les Seleka, par Patrice-Édouard Ngaissona pour les Anti-balaka et par une quarantaine d'autres délégués, dont Denis Sassou-Nguesso, président de la République du Congo, l'archevêque de Bangui Dieudonné Nzapalainga, et l'imam Layama Kobine, président de la communauté islamique de République centrafricaine.
Quelques violences éclatent encore occasionnellement. Ainsi la nuit du 8 au 9 août des affrontements éclatent dans le quartier de Boy-Rabe entre différentes factions anti-balaka ; le combat fait au moins deux morts. Mais globalement la situation s'apaise, ainsi le du mois d'août, le marché du PK5 rouvre.
Cependant le matin 21 août, des heurts opposent des soldats français en patrouille à des hommes armés dans le quartier musulman du PK5. Les combats font cinq morts, dont un volontaire de la Croix-Rouge, et une quarantaine de blessés,. Trois soldats français sont également blessés. Le 21, plusieurs centaines de musulmans manifestent depuis le PK5 jusqu'au siège de la MINUSCA en réclamant le départ de l'armée française et de la force européenne Eufor, jugés responsables des problèmes des musulmans du PK5.

## Bilan
Interrogé le 29 janvier, Peter Bouckaert, en mission pour Human Rights Watch, estime que les Français ont mal anticipé les actions des Anti-balaka :

« Les Français pensaient pouvoir se limiter à désarmer les ex-rebelles au cours d’une mission qui leur semblait simple au départ, conçue pour un succès rapide. Or rien ne s’est passé comme prévu et l’opération Sangaris se retrouve confrontée à un bain de sang dans le pays. Face à cette nouvelle réalité, les militaires français donnent surtout l’impression d’être tétanisés. Quand on leur a signalé que les musulmans allaient être massacrés dans le quartier de PK13 à Bangui, ils nous ont répondu qu’ils ne souhaitaient pas prendre parti dans ce conflit ! Mais prévenir un massacre, ce n’est pas choisir un camp. En réalité, ce sont les forces africaines de la Misca qui prennent l’essentiel des initiatives, mais aussi des risques. En particulier, les troupes rwandaises, burundaises et celle du Congo, qui ont réussi à sauver des gens en faisant preuve de beaucoup de courage, alors que les forces françaises ne quittent pas souvent leurs blindés et s’aventurent peu en dehors des grands axes pour voir ce qui se passe dans les quartiers populaires. »

Début février, Peter Bouckaert déclare que les Français n'ont « pas de stratégie digne de ce nom. » De son côté, le général Francisco Soriano, chef de l'opération Sangaris, estime que la rapidité du déploiement français est « une véritable performance, dont peu d'armées seraient capables » et que l'opération est parvenue « à éviter l'embrasement qu'on nous promettait dans la capitale, où ont été concentrés nos efforts. [...] Il est clair que nous avons empêché nombre de massacres. » Le même mois, l'ambassadeur français en Centrafrique, Charles Malinas, considère que le bilan de l'opération est positif ; il déclare que la vie a repris son cours dans la capitale, que « tout redémarre à Bangui », et que les violences « sont de plus en plus limitées et circonscrites à quelques arrondissements ». Peter Bouckaert réagit à ces propos et déclare qu'il « est criminel de dire que la situation se stabilise quand des gens se font lyncher dans les rues. »

Le 12 février, le général français Dominique Trinquand, ancien chef de la mission militaire auprès des Nations unies, déclare sur RFI : 

« Il faut que la communauté internationale réagisse très vite. La France l’a fait, un certain nombre de critiques sont apparues. Je pense qu’il vaut mieux critiquer ceux qui ne font rien que ceux qui font quelque chose. Et actuellement la planification de l’opération de l’Union européenne m’inquiète beaucoup, parce que je trouve que ça prend beaucoup de retard et ça ne correspond pas du tout au rythme auquel il est nécessaire de réagir face à la violence. »

Le 5 décembre 2014, un an après le début de la bataille de Bangui et de l'opération Sangaris, la situation s'est apaisée dans la capitale centrafricaine. Claire Bourgeois, coordinatrice des affaires humanitaires de l'ONU en République centrafricaine, déclare alors à RFI :

« Il y a encore énormément à faire mais le nombre de personnes déplacées, qui était autour de 400 000 en janvier-février 2013, est actuellement à moins de 60 000 autour de Bangui. La vie a repris : les écoles ont rouvert pour la majorité, les services de santé reprennent également, les marchés ouvrent… La situation à Bangui est absolument différente de ce qui prévalait il y a un an. Il faut savoir que 70 % des gens actuellement encore déplacés viennent du 3e arrondissement de la capitale. Ces personnes sont prêtes à rentrer chez elle si la sécurité est rétablie dans leur quartier. J’ai bon espoir que le nombre de gens qui vont rentrer va encore fortement augmenter »

.

## Les réfugiés

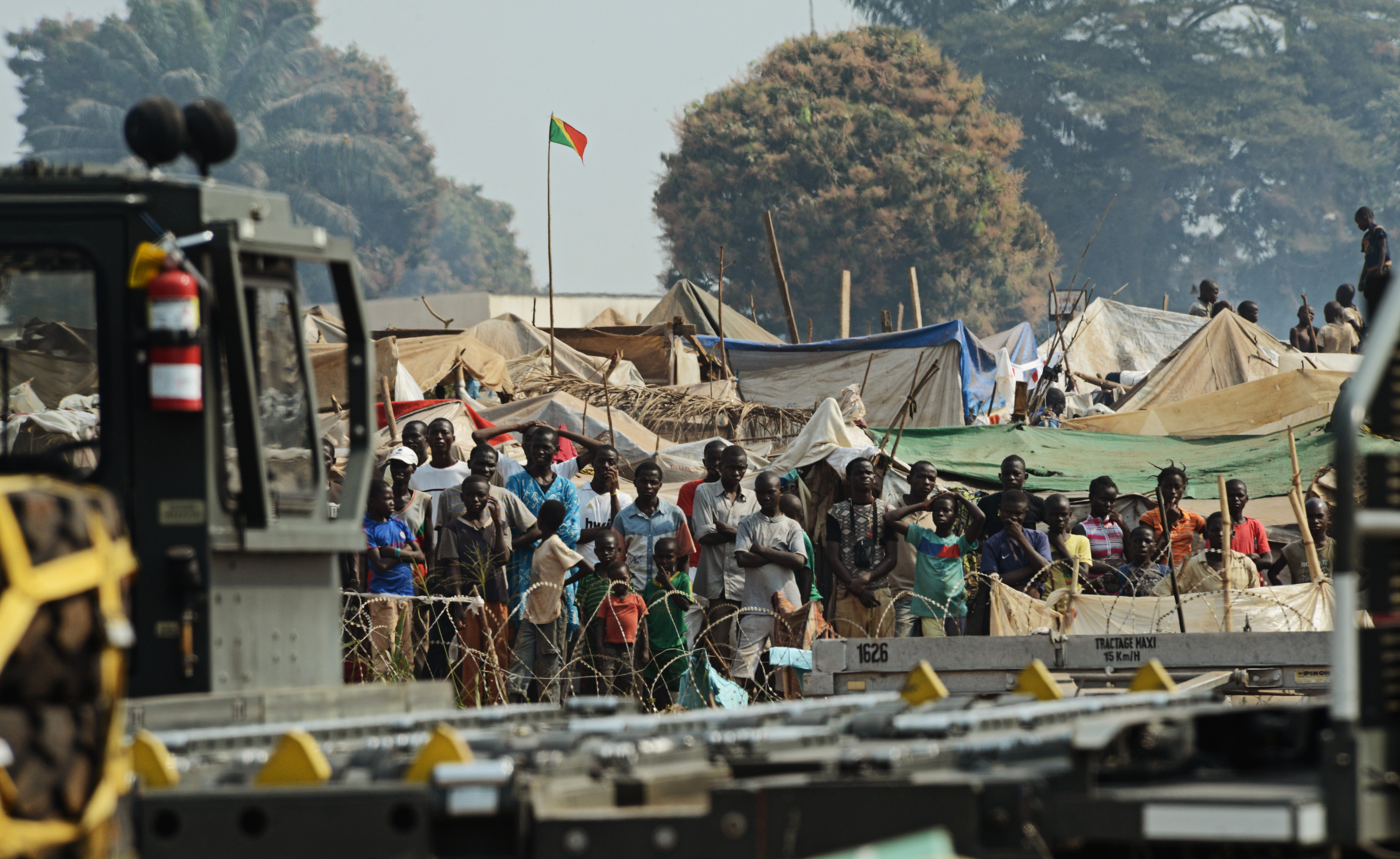
Réfugiés centrafricains à l'aéroport M'Poko de Bangui, le 19 janvier 2014.

Dès le 5 décembre, 2 000 civils viennent trouver refuge à proximité de l'aéroport. Le nombre des réfugiés ne cesse ensuite d'augmenter, à la date du 29 décembre, ils sont plus de 100 000 rassemblés près de l'aéroport où sont basées les forces françaises. Il s'agit pour la plupart de chrétiens fuyant les Seleka. Au total, l'Unicef aurait recense 55 sites de réfugiés à Bangui.
De leurs côtés, les pays africains organisent l'évacuation de leurs ressortissants, notamment les Tchadiens qui craignent des exactions de la part des Anti-balaka. Fin décembre, au moins 4 000 civils tchadiens ont fui la République centrafricaine,.
Début février, 400 000 personnes à Bangui, soit la moitié de la population de la ville, vivent entassés dans des camps de fortune.
Lors des affrontements, environ 1 000 civils trouvent refuge à île des Singes, sur le fleuve Oubangui qui sépare Bangui de la République démocratique du Congo. Ils sont défendus par 11 combattants anti-balaka, dont 8 femmes.
Avec la diminution des affrontements, les camps de réfugiés se vident progressivement. Le camp de M'Poko, situé près de l'aéroport ne compte plus que 20 000 personnes en septembre alors qu'il en avait accueilli jusqu'à 100 000 au plus fort des violences.

## Épisodes de violences ponctuelles après l'accord de cessation des hostilités
Une nouvelle flambée de violence secoue Bangui du 7 au 9 octobre. Le 7, un soldat de la Seleka est lynché par des Anti-balaka dans le quartier de Gobongo. En représailles, un motard musulman attaque des passants à la grenade en pleine rue et d'autres hommes armés, également musulmans, tuent un chauffeur de taxi et son passager. Des affrontements entre protestataires ont lieu pendant la nuit. Le 9 octobre, des Casques bleus de la Minusca tombent dans une embuscade au PK11, à Bangui. Un officier pakistanais est tué et huit autres soldats issus des contingents du Pakistan et du Bangladesh sont blessés,. Le bilan donné le 21 octobre par l'ONU sur les violences déclenchées depuis le 8 octobre est de 11 morts civils et deux casques bleus, 229 blessés civils et 13 Casques bleus et 7 500 déplacés,.
Le 15 octobre, six Anti-balaka refusant d'être désarmés sont tués lors d'échanges de tirs avec les forces internationales. Le 17, un musulman est assassiné par des Anti-balaka et représailles des hommes du PK5 attaquent des habitants du quartier chrétien de Béarex, faisant deux morts et un blessé grave.
Le 18 janvier 2015, Rodrigue Ngaïbona, dit « le général Andjilo », un important chef anti-balaka, accusé d'exactions lors de l'attaque de Bangui, est arrêté par la MINUSCA à Bouca. En représailles, le lendemain des Anti-balaka enlèvent à Bangui une humanitaire française, Claudia Priest, et un religieux centrafricain, le frère Gustave,,. Le surlendemain, une employée de l'ONU est enlevée à son tour dans le quartier Combattant, à Bangui avant d'être finalement relâchée quelques heures plus tard à la suite de négociations. Le 23 janvier, les deux otages sont finalement libérés après une médiation assurée par l'archevêque de Bangui, Dieudonné Nzapalainga,,,,,. Le 25 janvier, le ministre de la Jeunesse et des Sports, Armel Sayo, l'ancien chef de Révolution et Justice, est enlevé à son tour par des Anti-balaka du général Andjilo dans le huitième arrondissement de Bangui. Il est finalement libéré le 11 février,,,.
Selon les Français, 8 000 armes, 300 000 munitions de petit calibre, 6 000 grenades et 4 500 roquettes et obus ont été saisis à Bangui à la date du 5 décembre 2014, soit un an après le début de l'opération Sangaris.
D'importants affrontements éclatent à nouveau à Bangui le 25 septembre 2015 après le meurtre d'un jeune taxi-moto musulman. Au moins 61 personnes sont tués et 200 blessées dans des violences intercommunautaires,.